# Балов, Рустам Владимирович
Руста́м Влади́мирович Ба́лов (3 февраля 1986, Нальчик) — российский футболист, полузащитник.

## Карьера
Воспитанник нальчикской футбольной школы. Начал заниматься футболом во втором классе (первый тренер Анатолий Афанасьевич Алдышев). В четырнадцатилетнем возрасте попал в футбольную школу ЦСКА, по окончании которой вернулся в Нальчик. В составе местного «Спартака» дебютировал в 2003 году. В сезоне 2005 года вместе со «Спартаком» добился права выступать в элите российского футбола. Дебют Рустама в премьер-лиге состоялся 29 апреля 2006 года в выездном поединке против московского «Торпедо». Этот матч стал единственным для Балова в основном составе команды и по окончании первого круга чемпионата Рустам покинул расположение клуба и на правах аренды отправился в астраханский «Волгарь». В составе волжан провёл 18 встреч и доиграв сезон 2006 года вернулся в родной «Спартак». В сезоне 2007 года Рустам практически не имел игровой практики из-за серьёзной травмы, полученной перед самым началом чемпионата.
В 2008 был отдан в аренду в липецкий «Металлург», но закрепиться в составе команды не смог проведя всего один матч. В январе 2010 года стало известно, что Рустам продолжит карьеру в новороссийском «Черноморце». В начале 2012 года Балов вернулся в нальчикский «Спартак». 1 июля 2013 года Рустам покинул команду в статусе свободного агента в связи с истечением срока контракта.
10 июля Рустам стал игроком астраханского «Волгаря». В составе волжан Рустам провёл 30 встреч, забив два мяча. Вместе с клубом Балов добился повышения в классе по итогам сезона, но в начале июля 2014 года покинул команду и снова вернулся в родной «Спартак».

## Достижения
- Серебряный призёр первенства в первом дивизионе России (выход в Премьер-лигу): 2005.
- Бронзовый призёр первенства ФНЛ: 2012/13.
- Победитель первенства во втором дивизионе России: 2010.
- Обладатель Кубка ПФЛ: 2010.

## Семья
Отец Владимир Мухажирович Балов — член совета директоров ПФК «Спартак-Нальчик», генеральный директор клуба в период с 1998 по 2012 год, а также с 24 января по 26 декабря 2014 года. Двоюродный брат Руслан — футболист, выступавший на позиции полузащитника.

## Статистика выступлений
| Команда                     | Сезон            | Чемпионат        | Чемпионат | Чемпионат | Кубок | Кубок | Прочее | Прочее | Итого | Итого |
| Команда                     | Сезон            | Уров.            | Игры      | Голы      | Игры  | Голы  | Игры   | Голы   | Игры  | Голы  |
| --------------------------- | ---------------- | ---------------- | --------- | --------- | ----- | ----- | ------ | ------ | ----- | ----- |
| Спартак (Нальчик)           | 2003             | II               | 3         | 0         | 0     | 0     | 0      | 0      | 3     | 0     |
| Спартак (Нальчик)           | 2004             | II               | 24        | 3         | 1     | 0     | 0      | 0      | 25    | 3     |
| Спартак (Нальчик)           | 2005             | II               | 27        | 3         | 1     | 0     | 0      | 0      | 28    | 3     |
| Спартак (Нальчик)           | 2006             | I                | 1         | 0         | 1     | 0     | 0      | 0      | 2     | 0     |
| Спартак (Нальчик)           | Итого            | Итого            | 55        | 6         | 3     | 0     | 0      | 0      | 58    | 6     |
| Волгарь-Газпром (Астрахань) | 2006             | II               | 18        | 1         | 0     | 0     | 0      | 0      | 18    | 1     |
| Металлург (Липецк)          | 2008             | III              | 1         | 0         | 0     | 0     | 0      | 0      | 1     | 0     |
| Спартак-Нальчик             | 2008             | I                | 1         | 0         | 1     | 0     | 0      | 0      | 2     | 0     |
| Черноморец                  | 2010             | III              | 27        | 4         | 4     | 1     | 3      | 0      | 34    | 5     |
| Черноморец                  | 2011/12          | II               | 24        | 1         | 1     | 0     | 0      | 0      | 25    | 1     |
| Черноморец                  | Итого            | Итого            | 51        | 5         | 5     | 1     | 3      | 0      | 59    | 6     |
| Спартак-Нальчик             | 2011/12          | I                | 4         | 0         | 0     | 0     | 0      | 0      | 4     | 0     |
| Спартак-Нальчик             | 2012/13          | II               | 11        | 1         | 0     | 0     | 0      | 0      | 11    | 1     |
| Спартак-Нальчик             | Итого            | Итого            | 15        | 1         | 0     | 0     | 0      | 0      | 15    | 1     |
| Волгарь (Астрахань)         | 2013/14          | III              | 30        | 2         | 2     | 0     | 0      | 0      | 32    | 2     |
| Спартак-Нальчик             | 2014/15          | III              | 10        | 0         | 2     | 0     | 0      | 0      | 12    | 0     |
| Всего за карьеру            | Всего за карьеру | Всего за карьеру | 181       | 15        | 13    | 1     | 3      | 0      | 197   | 16    |

(откорректировано по состоянию на 14 ноября 2014 года)
Источники:
- Статистика выступлений взята со спортивного медиа-портала Sportbox.ru Архивная копия от 5 января 2021 на Wayback Machine